# Reidar Ødegaard
Reidar Ødegaard (* 24. November 1901 in Lillehammer, Oppland; † 11. April 1972 ebenda) war ein norwegischer Skilangläufer und Nordischer Kombinierer.

## Werdegang
Ødegaard, der für den Lillehammer Skiklub startete, gewann bei den Olympischen Winterspielen 1928 in St. Moritz die Bronzemedaille beim Einzel-Sprint über die 18-Kilometer-Distanz und war Mitglied des norwegischen Siegerteams beim Demonstrationswettkampf Militärpatrouille. Zwei Jahre später belegte er bei den nordischen Skiweltmeisterschaften in Oslo den 21. Platz über 17 km, den 16. Rang in der Nordischen Kombination und den 13. Platz über 50 km.